# Taphrina wiesneri
Taphrina wiesneri, ook bekend onder de naam kerskrulziekte, is een schimmel die behoort tot de familie Taphrinaceae. Het vormt gallen op het blad van gewone vogelkers (Prunus padus), zure kers (Prunus cerasus), zoete kers (Prunus avium) en Prunus fruticosa. De twijgjes van de plant kunnen ook vervormt raken. Het is een belangrijke plaagsoort van de sierkers Prunus × yedoensis in Japan.

## Kenmerken
Taphrina wiesneri veroorzaakt vervorming van de bladeren. Aan de bovenzijde van de besmette bladeren ontstaan holle blaren, die na verloop van tijd roodbruin kunnen worden. Aan de onderkant is er een laag sporenzakjes. Wanneer deze zakjes volledig ontwikkeld zijn kunnen ze het oppervlak een melig uiterlijk geven. De ziekteverwekker infecteert systematisch kersenscheuten en kan meerjarige heksenbezems produceren.
Een sporenzakje meet 17 – 35 × 15 µm. De ascosporen meten 3,5–9 × 3–6 µm.

## Verspreiding
Taphrina wiesneri is wijdverspreid. Het is bekend uit Europa, Noord-Amerika (VS en Canada), Japan en Nieuw-Zeeland. Verder is ook waargenomen in India.

## Taxonomie
Het werd voor het eerst beschreven door Emerich Ráthay in 1880, waarna het de naam Exoascus wiesneri kreeg. De huidige naam volgens Index Fungorum werd eraan gegeven door Arthur Jackson Mix in 1954.